# Very 'eavy... Very 'umble
Very 'eavy... Very 'umble es el primer álbum de la banda de hard rock Uriah Heep, editado en 1970 por el sello Vertigo. 
Fue lanzado en los Estados Unidos por Mercury Records, simplemente como Uriah Heep, con las ilustraciones alternas de la portada, y con versiones distintas de "Bird of Prey" y "Lucy Blues".

## Detalles
No obstante el álbum es considerado un clásico ejemplo de temprano heavy metal, obtuvo críticas mayormente desfavorables o frías al momento de su publicación, la crítica más famosa vino de parte de la revista Rolling Stone, en octubre de 1970, cuya columnista Melissa Mills comenzaba su reseña del disco con un lapidario: "si este grupo logra tener éxito tendré que suicidarme: desde la primera nota uno sabe que no desea oír más."
El lanzamiento original del vinilo incluía una portada doble (gatefold), con el cantante David Byron representado como un macabro cadáver, casi irreconocible debajo de un manto de telarañas.
El álbum fue lanzado originalmente por el sello Vertigo Records en el Reino Unido, e Island Records en otros países de Europa, al igual que el siguiente trabajo, Salisbury, pero ambos fueron reeditados rápidamente por Bronze Records, cuando la banda firmó para esa compañía.

## Lista de temas
1. "Gypsy" (Box, Byron) – 6:37
2. "Walking in Your Shadow" (Byron, Newton) – 4:31
3. "Come Away Melinda" (Hellerman, Minkoff) – 3:46
4. "Lucy Blues" (Box, Byron) – 5:08
5. "Dreammare" (Newton) – 4:39
6. "Real Turned On (Box, Byron, Newton) – 3:37
7. "I'll Keep on Trying (Box, Byron) – 5:24
8. "Wake Up (Set Your Sights) (Box, Byron) – 6:22

## Personal
- David Byron - voz
- Mick Box - guitarras
- Ken Hensley - teclados, guitarras, voces
- Paul Newton - bajo
- Alex Napier, Nigel Olsson, Keith Baker - batería
- Colin Wood - teclados adicionales